# Мандрио (Ређо Емилија)
Мандрио је насеље у Италији у округу Ређо Емилија, региону Емилија-Ромања.
Према процени из 2011. у насељу је живело 584 становника. Насеље се налази на надморској висини од 29 м.